# 菲林蓋省
14°21′07″N 3°19′00″E / 14.35194°N 3.31667°E

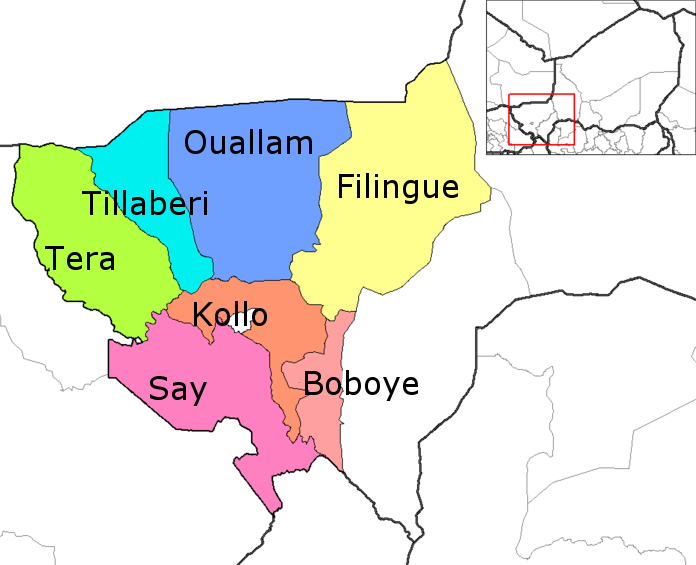

菲林蓋省（法語：Filingué），是尼日爾的省份，位於該國西部，由蒂拉貝里大區負責管轄，西南面是科洛省，面積26,217平方公里，2001年人口553,127，人口密度每平方公里21.1人。